# Тулий
| 69         | Тулий |
| Tm168,9342 |       |
| 4f136s2    |       |

Ту́лий (химический символ — Tm, от лат. Thulium) — химический элемент 3-й группы (по устаревшей классификации — побочной подгруппы третьей группы, IIIB) шестого периода периодической системы химических элементов Д. И. Менделеева с атомным номером 69.
Относится к семейству лантаноидов.
Простое вещество тулий — это легкообрабатываемый редкоземельный металл серебристо-белого цвета.

## История
Тулий был открыт шведским химиком Пер Теодором Клеве в 1879 году при поиске примесей в оксидах других редкоземельных элементов (это был тот же метод, который Карл Густав Мосандер ранее использовал для открытия некоторых других редкоземельных элементов). Клеве начал с удаления всех известных загрязнителей эрбия (Er2O3). При дополнительной обработке он получил два новых соединения — одно коричневого цвета, а другое зелёного. Коричневое соединение было оксидом гольмия(III) и было названо Клеве «гольмией», а зелёное вещество было оксидом неизвестного элемента. Клеве назвал этот оксид «тулией», а его элемент — «тулием» в честь легендарного острова Туле — в греческой мифологии места, связанного со Скандинавией или Исландией, причём в написании «Thullium» он ошибочно использовал две согласные. Первоначально атомным символом тулия был Tu, но позже изменен на Tm.
Тулий был настолько редок, что ни у кого из первых исследователей не было достаточного его количества, чтобы очистить его настолько, чтобы действительно увидеть зелёный цвет. Первым исследователем, получившим почти чистый тулий, был Чарльз Джеймс, британский эмигрант, работавший в Нью-Гэмпширском университете в Дареме, США. Для очистки он применил открытый им метод фракционной кристаллизации броматов; известно, что ему потребовалось 15 тыс. операций очистки, чтобы установить, что материал однороден. В 1911 году он сообщил о своих результатах.
Высокочистый оксид тулия впервые поступил в продажу в конце 1950-х годов в результате внедрения технологии ионообменного разделения. Lindsay Chemical Division американской Potash & Chemical Corporation продавала его с чистотой 99 % и 99,9 %. Цена за килограмм в период с 1959 по 1998 год для чистоты 99,9 % колебалась от 4600 до 13 300 долларов США и была второй по величине для лантаноидов после лютеция.

## Свойства

### Физические свойства
Полная электронная конфигурация атома тулия: 1s22s22p63s23p64s23d104p65s24d105p66s24f13.
Тулий — мягкий редкоземельный металл серебристо-белого цвета. Не радиоактивен. В стандартных условиях является парамагнетиком.
Чистый металлический тулий имеет серебристый блеск, тускнеет на воздухе вследствие образования оксида тулия(III). Металл режется ножом, так как он имеет твёрдость по шкале Мооса от 2 до 3. Чистый тулий проявляет ферромагнитные свойства при температуре ниже 32 К; при температуре от 32 до 56 К у него проявляются антиферромагнитные свойства, а при температуре выше 56 К он парамагнитен.
Тулий имеет две основные аллотропные модификации: тетрагональный α-Tm и более стабильный гексагональный β-Tm.

### Химические свойства
В результате взаимодействия с кислородом тулий медленно тускнеет на воздухе и легко сгорает при 150 °C с образованием оксида тулия(III):
{\displaystyle {\ce {4Tm + 3O2 -> 2Tm2O3}}}
Тулий довольно электроположителен и медленно реагирует с холодной водой и довольно быстро с горячей водой с образованием гидроксида тулия (III):
{\displaystyle {\ce {2Tm + 6H2O -> 2Tm(OH)3 +3H2 ^}}}
Тулий реагирует со всеми галогенами. Реакции протекают медленно при комнатной температуре и бурно при температуре выше 200 °C:
{\displaystyle {\ce {2Tm + 3F2 -> 2TmF3}}} (белый)
{\displaystyle {\ce {2Tm + 3Cl2 -> 2TmCl3}}} (жёлтый)
{\displaystyle {\ce {2Tm + 3Br2 -> 2TmBr3}}} (белый)
{\displaystyle {\ce {2Tm + 3I2 -> 2TmI3}}} (жёлтый)
Тулий легко растворяется в разбавленной серной кислоте с образованием растворов, содержащих ионы Tm3+ бледно-зелёного цвета, которые далее образуют комплексы [Tm(H2O)9 ] 3+:
{\displaystyle {\ce {2Tm + 3H2SO4 -> 2Tm^3+ + 3SO4^2- + 3H2 ^}}}
{\displaystyle {\ce {Tm^3+ + 9H2O -> [Tm(H2O)9]^3+}}}
Некоторые гидратированные соединения тулия, такие как TmCl3 · 7H2O и Tm2(C2O4)3 · 6H2O, имеют зелёный или зеленовато-белый цвет.
Тулий реагирует с различными металлами и неметаллами, образуя ряд бинарных соединений, включая азид тулия(III), сульфид тулия(II), карбид тулия(II), карбид дитулия(III), гидриды тулия(II) и тулия(III), силицид тулия(II) и т. д. Как и у большинства лантаноидов, степень окисления +3 для тулия наиболее характерна и является единственной наблюдаемой в растворах соединений тулия. В воде тулий существует в виде гидратированных ионов Tm3+. В этом состоянии ион тулия окружен девятью молекулами воды. Ионы Tm3+ проявляют яркую голубую люминесценцию. Степень окисления +2 также может существовать, однако наблюдается только у соединений в твёрдом агрегатном состоянии.
Единственным известным оксидом тулия является Tm2O3. Соединения тулия(II) можно получить путем восстановления соединений тулия(III). Примеры соединений тулия(II) включают галогениды (кроме фторида). Хлорид тулия(II) очень энергично реагирует с водой:
{\displaystyle {\ce {2TmCl2 + 6H2O -> 2Tm(OH)3 + 4HCl + H2 ^}}}
Реакция тулия с халькогенами приводит к образованию халькогенидов тулия.
Тулий реагирует с водными растворами кислот с образованием солей тулия(III) и водорода:
{\displaystyle {\ce {2Tm + 6HCl -> 2TmCl3 + 3H2 ^}}}
Кислотами-окислителями (например, азотной кислотой) металл окисляется без выделения водорода:
{\displaystyle {\ce {2Tm + 6HNO3 -> 2Tm(NO3)3 + 3NO2 ^ + 3H2O}}}

### Изотопы
Изотопы тулия варьируются от 145Tm до 179Tm. Первичным каналом распада до появления наиболее стабильного изотопа 169Tm является захват электронов, а основным каналом после — бета-распад.
Тулий-169 — единственный первичный изотоп тулия и единственный изотоп тулия, который считается стабильным; предполагается, что он подвергнется альфа-распаду до гольмия-165 с очень длительным периодом полураспада. Самыми долгоживущими радиоактивными изотопами являются тулий-171 с периодом полураспада 1,92 года и тулий-170 с периодом полураспада 128,6 дня. Период полураспада большинства других изотопов составляет несколько минут или меньше. Всего было обнаружено 35 изотопов и 26 ядерных изомеров тулия. Большинство изотопов тулия с а. е. м. меньше 169 распадаются в результате электронного захвата или β+-распада, хотя некоторые из них демонстрируют значительный альфа-распад или испускание протонов. Более тяжёлые изотопы подвергаются β−-распаду.
Тулий-170 применяется для изготовления портативных рентгеновских установок медицинского назначения, а также в металлодефектоскопии. Сравнительно недавно он предложен в качестве топлива в радиоизотопных источниках энергии.

## Распространённость в природе
Тулий является редким элементом (самым редким из лантаноидов), его содержание в земной коре — 2,7⋅10−5 масс. %, в морской воде — 10−7 мг/литр. В чистом виде элемент в природе не найден, но обнаруживается в небольших количествах в минералах с другими редкоземельными элементами. Тулий часто встречается с минералами, содержащими иттрий и гадолиний. В частности, тулий присутствует в минерале гадолините. Однако, как и многие другие лантаноиды, тулий также находят в минералах монаците, ксенотиме и эвксените. До сих пор не обнаружено преобладания тулия над другими редкоземельными элементами ни в одном минерале. Тулиевая руда больше всего разрабатывается в Китае. Однако Австралия, Бразилия, Дания (Гренландия), Индия, Танзания и США также располагают большими запасами тулия. Мировые запасы тулия составляют примерно 100 тыс. тонн. Тулий является наименее распространенным лантаноидом на Земле за исключением радиоактивного прометия.

## Получение
Тулий в основном извлекают из монацитовых руд (~0,007 % тулия по весу), найденных в речных песках, а также посредством ионного обмена. Новые методы ионного обмена и экстракции растворителем упростили выделение редкоземельных элементов, что привело к значительному снижению затрат на производство тулия. Основными источниками сегодня являются ионно-адсорбционные глины южного Китая. В них, где около двух третей общего содержания редкоземельных элементов приходится на иттрий, тулия составляет около 0,5 % (или примерно столько же, сколько лютеция). Металл можно выделить восстановлением его оксида металлическим кальцием в закрытом контейнере:
{\displaystyle {\mathsf {2TmF_{3}+3Ca\rightarrow 2Tm+3CaF_{2}}}}
Ежегодно производится около 50 тонн оксида тулия. В 1996 году оксид тулия стоил 20 долларов США за грамм, а в 2005 году порошок металлического тулия чистотой 99 % стоил 70 долларов США за грамм.

## Применение

### Лазерные материалы
Иттрий-алюминиевый гранат, легированный гольмием, хромом и тулием (Ho:Cr:Tm:YAG или Ho,Cr,Tm:YAG), является активным материалом лазерной среды с высокой эффективностью. Он излучает на длине волны 2080 нм в инфракрасном диапазоне и широко используется в военных целях, медицине и метеорологии. Одноэлементные лазеры на YAG (Tm:YAG), легированные тулием, работают на длине волны 2010 нм. Длина волны тулиевых лазеров очень эффективна для поверхностного удаления ткани с минимальной глубиной коагуляции. Это делает тулиевые лазеры привлекательными для лазерной хирургии.

### Термоэлектрические материалы
Монотеллурид тулия обладает очень высокой термо-э.д.с. (700 мкВ/К), и КПД термоэлектропреобразователей, изготовленных на его основе, очень высок (при снижении цены на тулий его применение в производстве термоэлементов резко возрастёт). Кроме того, теллурид тулия применяется для регулирования полупроводниковых свойств теллурида свинца (модификатор).

### Другие
Тулий может использоваться в высокотемпературных сверхпроводниках подобно иттрию. Тулий потенциально может использоваться в ферритах, керамических магнитных материалах, которые используются в микроволновом оборудовании. Тулий также как и скандий может использоваться в дуговом освещении из-за его необычного спектра (в данном случае его зелёные линии излучения), которые не перекрываются другими элементами. Поскольку тулий флуоресцирует синим цветом при воздействии ультрафиолетового излучения, соединения тулия наносят на банкноты евро в качестве меры защиты от подделок. Синяя флуоресценция сульфата кальция, легированного тулием, может использоваться в персональных дозиметрах для визуального контроля радиации. Галогениды, легированные тулием, в которых он находится в степени окисления +2, являются многообещающими люминесцентными материалами, которые могут сделать возможными эффективные генераторы электричества, основанные на принципе люминесцентного солнечного концентратора.

## Биологическая роль
Тулий не играет никакой биологической роли, хотя известно, что он стимулирует обмен веществ. Растворимые соли тулия являются малотоксичными, но нерастворимые соединения нетоксичны. Элемент практически не усваивается растениями и, следовательно, не может попасть в пищевую цепь. Среднее содержание тулия в растениях составляет около 1 мг на тонну сухого веса.